# Inter-Client Communication Conventions Manual
Inter-Client Communication Conventions Manual (ICCCM) ist ein offener Standard für X-Window-System-Clients, die gemeinsam auf demselben X-Server operieren wollen. Entwickelt wurde ICCCM durch das MIT X Consortium ab 1988.

## Versionen
Version 1.0 wurde im Juli 1989 veröffentlicht; Anfang 1994 folgte Version 2.0.

## Beispiele aus dem Standard
- Zwischenablage: ICCCM definiert drei Zwischenablagen: Clipboard, primäre Auswahl und sekundäre Auswahl
- Interaktion mit dem Window Manager
- Sitzungsverwaltung
- Wie erfolgt der Zugriff auf geteilte Ressourcen
- Wie werden Geräte-Farbtabellen verwaltet